# Sweet Baby James
Sweet Baby James, amerikanske James Taylors andra soloalbum, utgivet i februari 1970 på skivbolaget Warner Brothers och det är producerat av Peter Asher. 
Mest kända låtar på albumet är "Fire and Rain", "Steamroller Blues", "Country Road" och titelspåret. Alla dessa fyra brukar fortfarande framföras på de flesta konserter med Taylor.
2003 rankades albumet på 103:e plats i tidskriften Rolling Stone lista över de 500 bästa albumen någonsin.
Albumet nådde Billboard-listans 3:e plats.
På englandslistan nådde albumet 6:e plats.

## Låtlista
Singelplacering i Billboard inom parentes. Placering i England=UK 
Alla låtar är skrivna av James Taylor om inget annat anges.
1. Sweet Baby James – 2:48
2. Lo and Behold – 2:34
3. Sunny Skies – 2:15
4. Steamroller Blues – 2:55
5. Country Road – 3:21 (#37)
6. Oh, Susannah (Stephen Foster) – 1:58
7. Fire and Rain – 3:20 (#3, UK #42)
8. Blossom – 2:10
9. Anywhere Like Heaven – 3:23
10. Oh Baby, Don't You Loose Your Lip on Me – 1:45
11. Suite for 20 G – 4:45

## Medverkande
- James Taylor - gitarr, sång
- Jack Bielan - blåsarrangemang
- Chris Darrow - violin
- Carole King - piano
- Danny Kortchmar - gitarr
- Russ Kunkel - trummor
- John London - bas
- Randy Meisner - bas
- Red Rhodes - steel guitar
- Leland Sklar - bas
- Bobby West - bas